# Амбейгог
Амбейгог (Умбагог; англ. Umbagog Lake, Wambighe) — озеро, расположенное в округах Коос штата Нью-Гэмпшир и Оксфорд штата Мэн. Озеро считается одним из чистейших в Новой Англии.
На языке абенаков название означает «мелководье». Тем не менее, глубина озера достигает 23 м, а средняя глубина — около 5 м.
Крупнейшие реки, впадающие в озеро — Магалловей и Рэпид. В 1800-е гг около Эррола на вытекающей из озера реке Андроскоггин была построена плотина, увеличившая площадь зеркала.
В северо-западной части озера существуют естественные плавучие острова из разлагающейся болотной растительности.